# Vulpia elliotea
Vulpia elliotea är en gräsart som först beskrevs av Constantine Samuel Rafinesque, och fick sitt nu gällande namn av Merritt Lyndon Fernald. Vulpia elliotea ingår i släktet ekorrsvinglar, och familjen gräs. Inga underarter finns listade i Catalogue of Life.